# Miguel Luengo
Miguel Luengo (14 de octubre de 1975 en Madrid) es un exjugador y entrenador de fútbol americano. Actualmente entrena al equipo junior de Osos de Madrid.

## Trayectoria como jugador
Desarrolló su carrera deportiva como jugador de Rivas Osos (Rivas-Vaciamadrid), en la Liga Nacional de Fútbol Americano (LNFA), procedente del equipo Junior del mismo club. Jugaba en la posición de fullback y era uno de los capitanes ofensivos, con el dorsal número 40.
Fue internacional con la selección absoluta española en el campeonato de Amiens de 2004 y, entre otros trofeos, obtuvo el de MVP de la final de Copa de España de 2007, primer FB de España en obtener dicho galardón.
Anunció su retirada como jugador al final de la temporada 2008, poniendo fin así una de las más ilustres carreras deportivas de Osos de Madrid.

## Trayectoria como entrenador
Tras su retirada como jugador en activo, pasa a formar parte del personal técnico del equipo junior de Osos de Madrid, en la labor de coordinador defensivo.
También es conocida su labor impartiendo campus de football de verano, labor para la que es requerido por equipos de todo el país.